# Kunstweg Hinsbeck

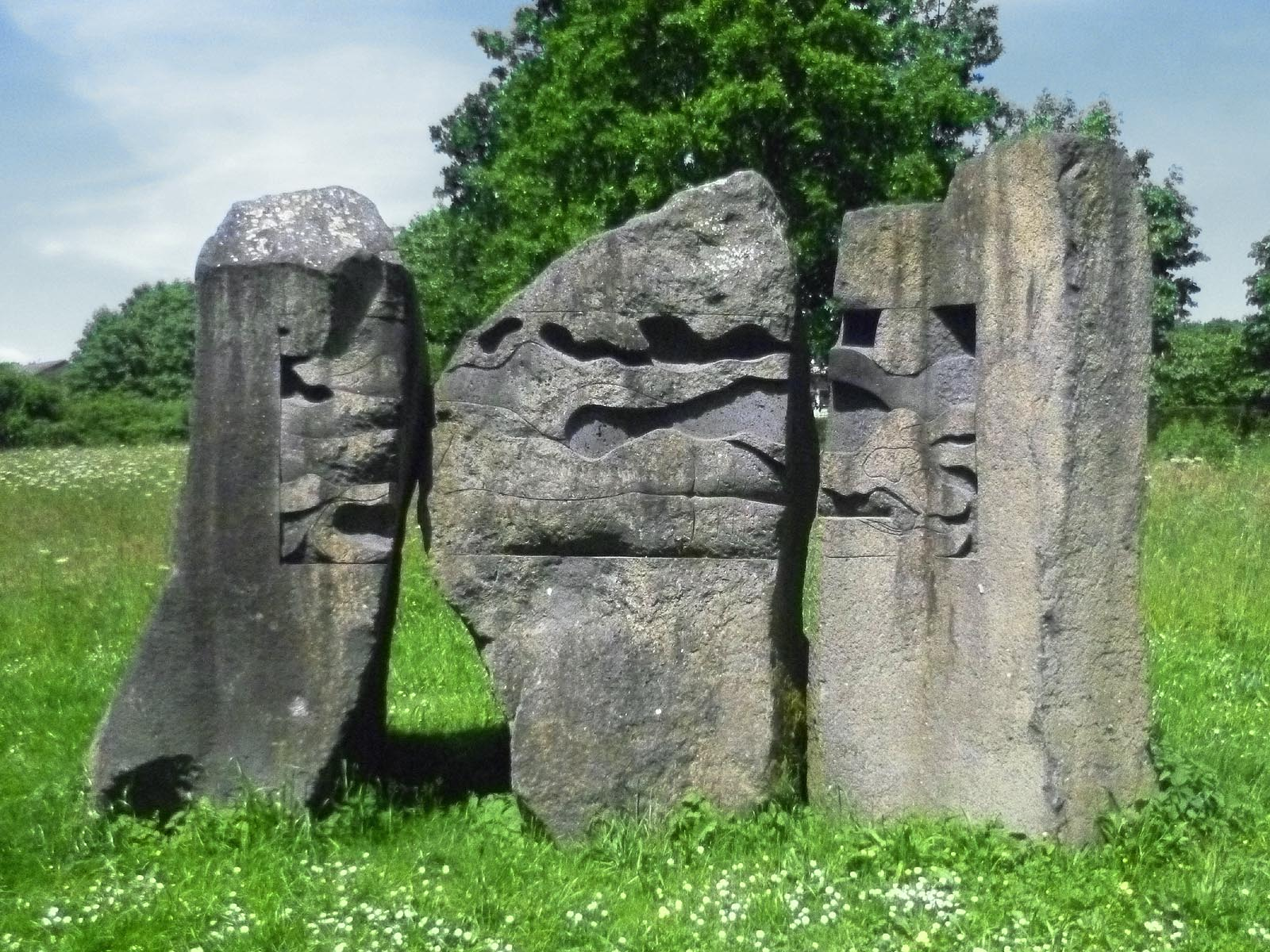
Stefan Przibylla, Körper und Landschaft, 1977

Der Kunstweg Hinsbeck ist ein Skulpturenweg in Hinsbeck, einem Stadtteil von Nettetal im Kreis Viersen, Nordrhein-Westfalen.

## Entstehung
Der Verkehrs- und Verschönerungsverein Hinsbeck (VVVH) führte 1992 ein 1. Internationales Bildhauersymposium Nettetal-Hinsbeck durch, bei dem Werke in der Hinsbecker Ginkesweide entstanden. Weitere Bildhauersymposien folgten im Fünfjahresrhythmus, ebenfalls in der Ginkesweide. Im Rahmen der EUROGA2002plus entstand der namensgebende Hinsbecker Kunstweg. Seit 2007 findet eine Ausschreibung statt, aus deren künstlerischen Angeboten jeweils eine Skulptur ausgewählt wird.
Die figurativen und abstrakten Werke des Kunstwegs Hinsbeck sind beispielhaft für nationale und internationale zeitgenössische Entwicklungen der Skulptur. Einige Arbeiten sind Werke lokaler Künstler. Sponsoren sind die Kulturstiftung der Sparkasse Krefeld und die Sparkasse Hinsbeck.

## Werke des Kunstwegs
1. Bildhauersymposium 1992
- Axel Friedrich: Stehende, 1992
- Neweli Dzikia: Drei Figuren, 1992
- Joni Gogaberischwili: Betende, 1992
- Jo Gijsen: Felsenstütze, 1992
- Till Hausmann: Turm und Quader, 1992
- Uwe Kampf: Steinkreis, 1992
- Stefan Przibylla: Frau auf dem Block, 1992

2. Bildhauersymposium 1997
- Karl Heinz Henning: Stammschnitt II, 1997
- Nikolaus Kernbach: Innentreppen, 1997
- Gunnar Krabbe: Säule, 1997
- Stefan Przibylla: Körper Landschaft, 1997
- Peter Rübsam: Der ausgesparte Mensch, 1997

Hinsbecker Kunstweg im Rahmen der EUROGA2002+
- Gerda Hahn: Selbstportrait, 2002
- Wolfgang Hahn: Basaltbank, 2002
- Gunter Hülswitt: Seitenlage, 2002
- Loni Keuder: Bronzeskulptur, 2002
- Willi Irmen: Stele, 2002
- Horst Kuhnert: Stabil-Instabil, 2002
- Herbert Mehler: Harp, 2002
- Hans Reijnders: Japanese Sweet, 2002
- Petra Rink / Ralf Brög: Station, 2002
- Jupp Rübsam: Bronzepferd, 2002

4. Bildhauersymposium 2007
- Peter Rübsam: Kaltblut – Pferd als Positiv und Negativ

5. Bildhauersymposium 2012
- Manfred Mangold: Ein kubistisches Für- und Miteinander[7]

6. Bildhauersymposium 2017
- Ibrahim Alawad: Kunst verbindet – vor dem Hintergrund von Flucht und Vertreibung

## Fotos (Auswahl)

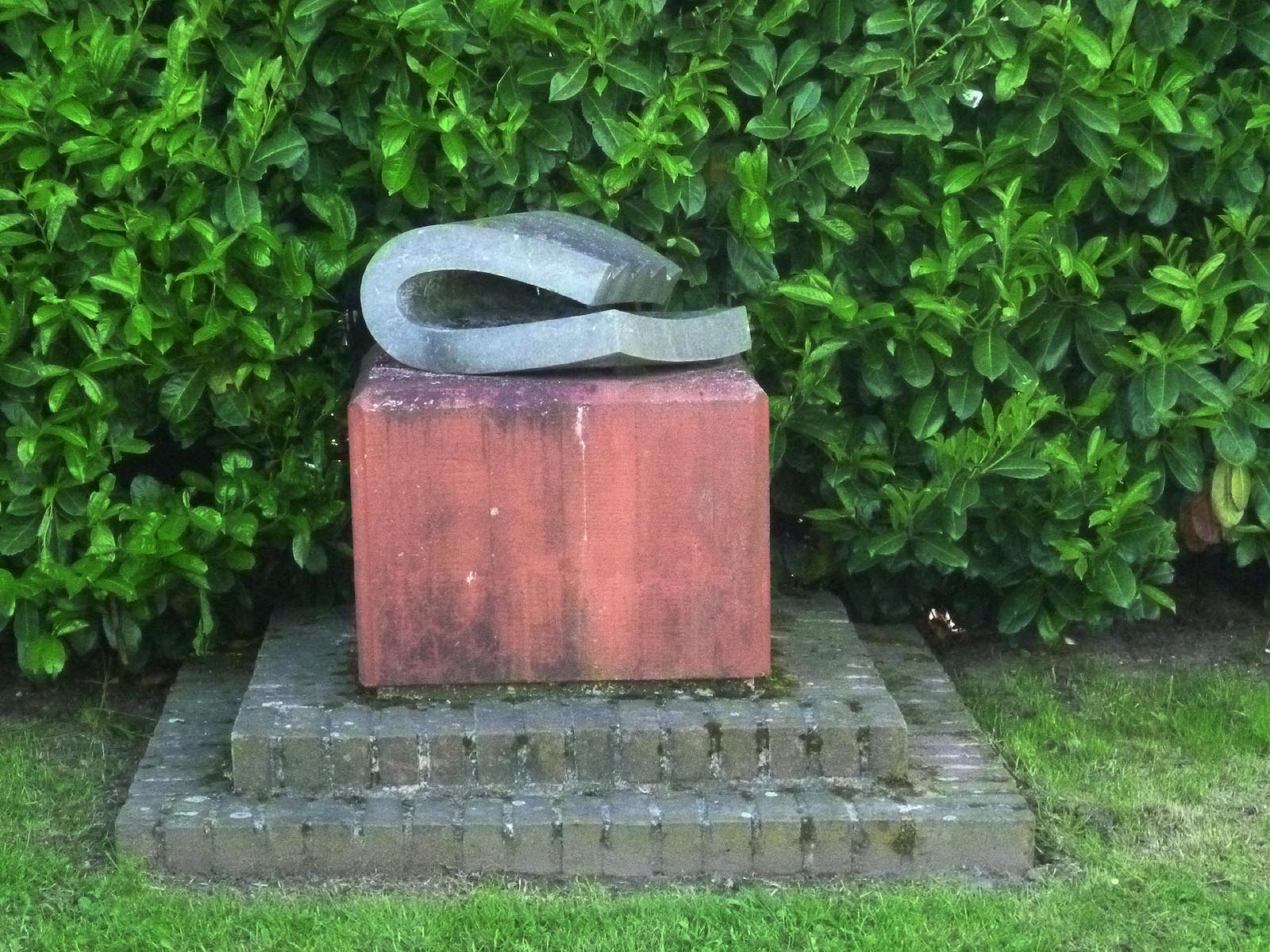
Hans Reijnders, Japanese Sweet, 2002
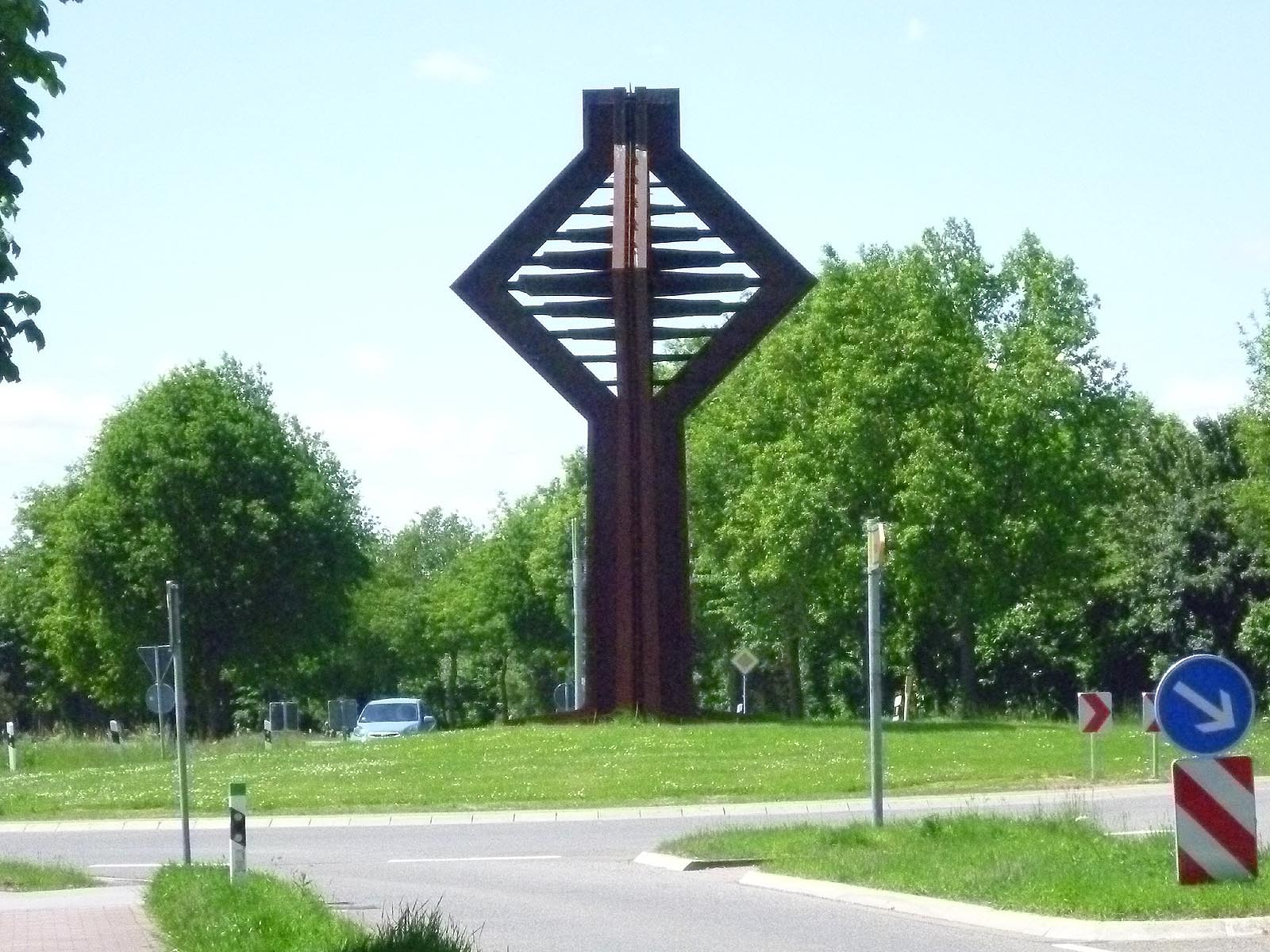
Willi Irmen, Stele, 2002
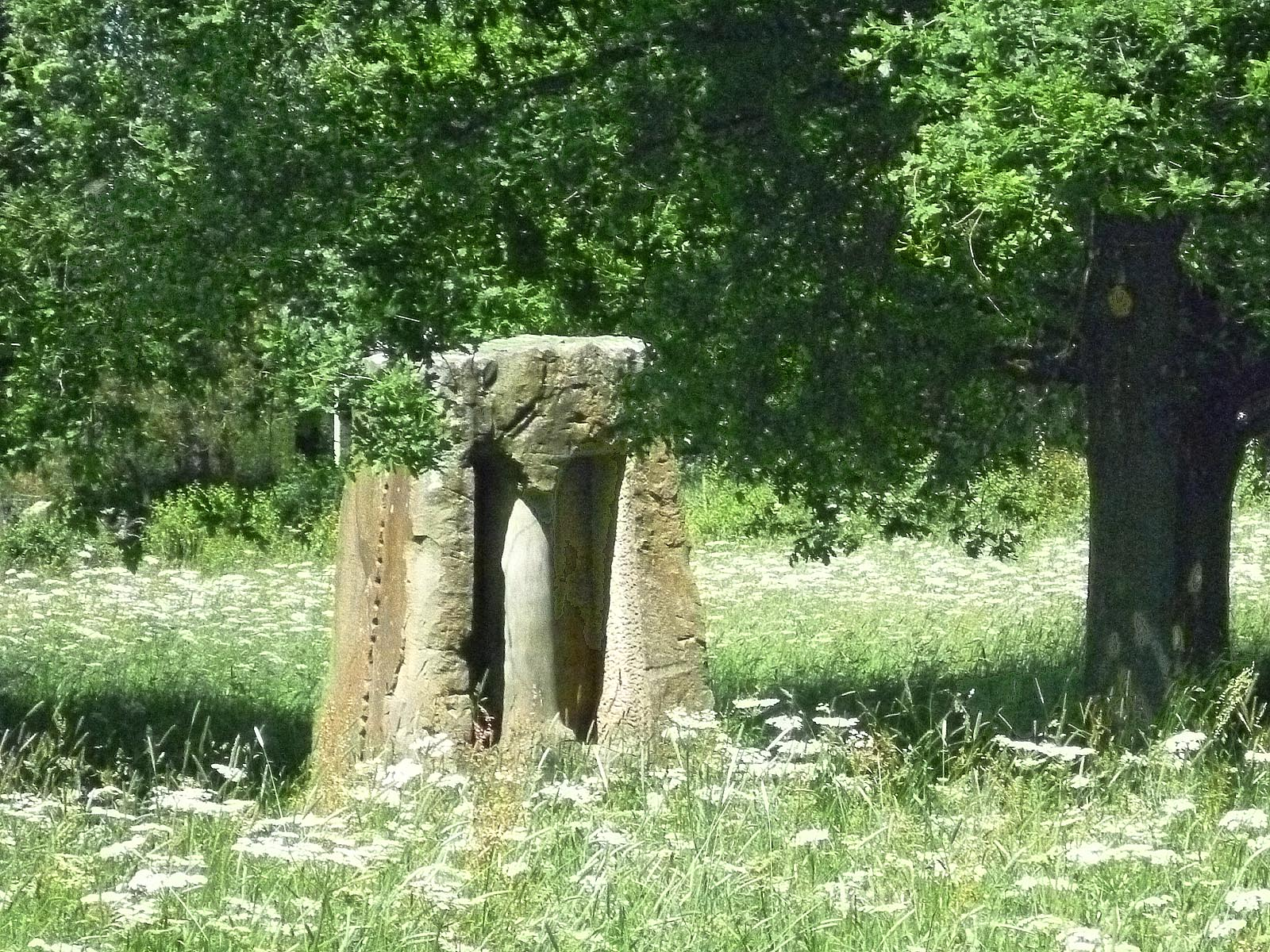
Jo Gijsen, Felsenstütze, 1992
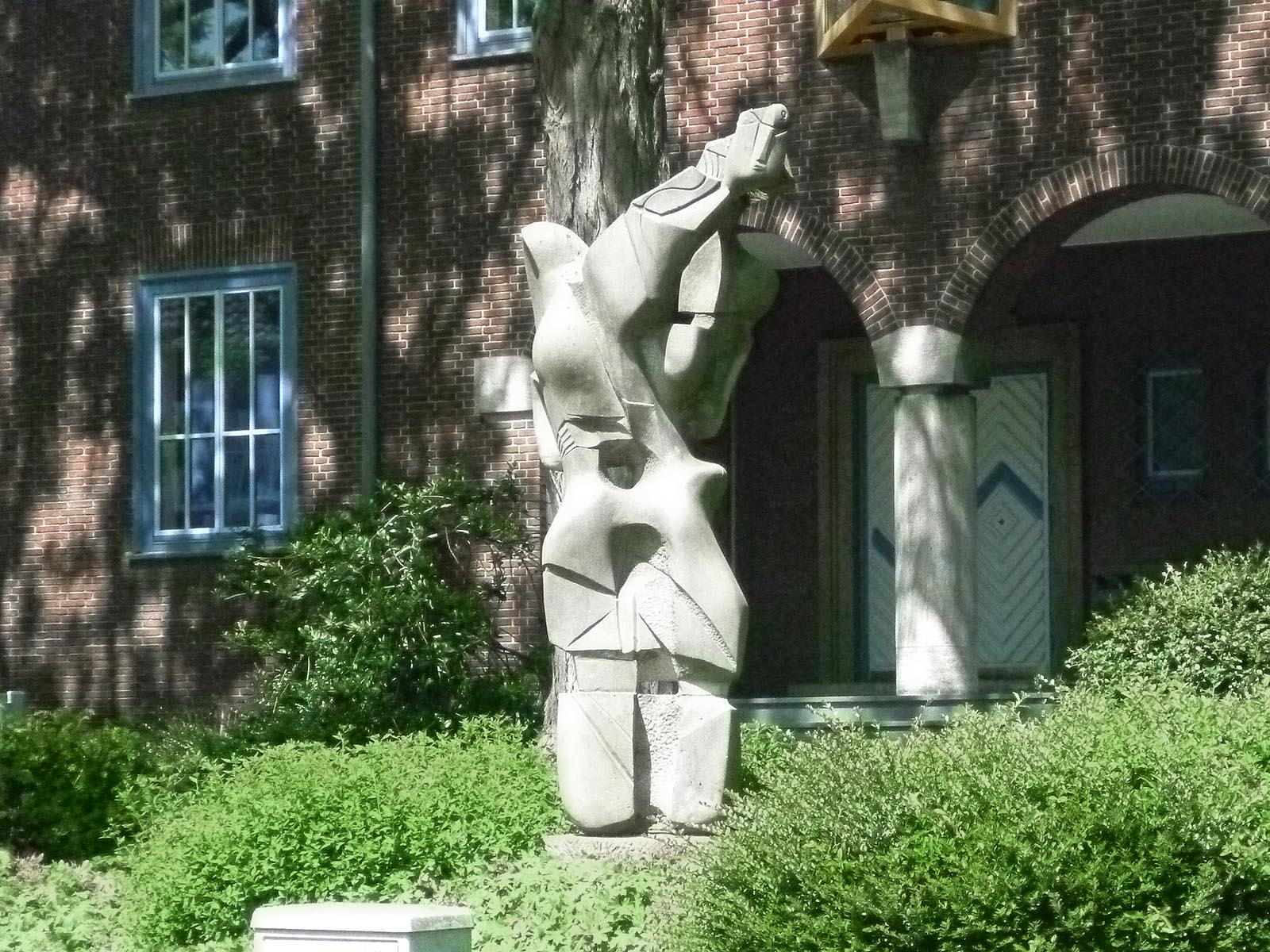
Joni Gogaberischwili, Betende, 1992